# اچ‌ام‌ای‌اس تایگر اسنیک
اچ‌ام‌ای‌اس تایگر اسنیک (به انگلیسی: HMAS Tiger Snake) یک کشتی است که طول آن ۶۶ فوت (۲۰ متر) می‌باشد. این کشتی  در سال ۱۹۴۵ ساخته شد.